# Jürgen Zöllner
Emil Jürgen Zöllner est un universitaire et homme politique allemand membre du Parti social-démocrate d'Allemagne (SPD), né le 11 juillet 1945 à Mährisch Neustadt.
Il est nommé ministre de la Science de la Rhénanie-Palatinat à l'arrivée au pouvoir du SPD en 1991, puis voit ses compétences élargies à l'Éducation trois ans plus tard. Il les perd en 2001, tout en obtenant celles relatives à la Culture. Promu Vice-Ministre-président en 2006, il renonce à l'ensemble de ses fonctions en novembre pour devenir membre du Sénat de Berlin chargé de l'Éducation. Son précédent portefeuille est quant à lui absorbé par le ministère de l'Éducation de Rhénanie-Palatinat.

## Biographie

### Formation et carrière
Après avoir passé son Abitur en 1964 à Wiesbaden, il étudie la médecine à l'université de Fribourg-en-Brisgau, puis à l'université Johannes-Gutenberg de Mayence, où il achève ses études supérieures en 1969, et décroche un doctorat en 1970. Il commence à travailler l'année suivante comme assistant de recherche, avant de devenir en 1972 professeur assistant à l'institut de biochimie de l'université Johannes-Gutenberg de Mayence. Il reçoit trois ans plus tard son habilitation à diriger des recherches.
En 1977, il obtient dans cette même université un poste de professeur des universités et enseigne la biologie moléculaire et le génie génétique. Élu vice-président de l'université Johannes-Gutenberg de Mayence en 1983, il en prend la présidence sept ans plus tard, mais pour un an seulement.

### Famille
Jürgen Zöllner, issu d'une famille de médecins, est né dans ce qui est aujourd'hui la République tchèque, et a donc grandi à Bad Schwalbach, en Hesse. 

## Parcours politique
Il adhère au Parti social-démocrate d'Allemagne (SPD) en 1972.

### Ministre de Rhénanie-Palatinat
Le 21 mai 1991, il est nommé ministre de la Science et de la Formation professionnelle de Rhénanie-Palatinat dans la coalition sociale-libérale dirigée par Rudolf Scharping. Trois ans et demi plus tard, le 26 octobre 1994, il voit ses compétences élargies à l'éducation lorsque Kurt Beck devient Ministre-président. Son portefeuille est modifié une nouvelle fois le 18 mai 2001, perdant l'éducation au profit de la culture. Aux législatives régionales de 2006, le SPD remporte la majorité absolue au Landtag, et Jürgen Zöllner devient Vice-Ministre-président du gouvernement monocolore de Kurt Beck.
Il démissionne de l'ensemble de ses fonctions le 20 novembre 2006, et son ministère est absorbé par celui de l'Éducation. Il est le dernier ministre à avoir servi depuis l'arrivée au pouvoir du SPD en Rhénanie-Palatinat, en 1991. Malgré le fait qu'il ait passé quinze années au sein du gouvernement, il n'a jamais été élu une seule fois député au Landtag.

### Sénateur de Berlin
Quatre jours plus tard, il prend le poste de sénateur pour l'Éducation, la Science et la Recherche de Berlin dans la coalition rouge-rouge de Klaus Wowereit. En cette qualité, il est président de la conférence permanente des ministres régionaux de l'Éducation (KMK) au cours de l'année 2007. Sandra Scheeres lui succède le 24 novembre 2011, à la formation du sénat Wowereit IV.